# Sergio Noda Blanco
Cet article possède un paronyme, voir Sergio Blanco (homonymie).
Pour les articles homonymes, voir Noda et Blanco.
Sergio Noda Blanco (né le 23 mars 1987 à La Havane, à Cuba) est un joueur espagnol de volley-ball. Il mesure 1,90 m et joue réceptionneur-attaquant. Il est international espagnol.

## Clubs
| Club                        | De        | À         |
| --------------------------- | --------- | --------- |
| Club Voleibol Elche         | 2004-2005 | 2007-2008 |
| Unicaja Almería             | 2008-2009 | 2008-2009 |
| Lupi Pallavolo Santa Croce  | 2009-2010 | 2010-2011 |
| Pallavolo Città di Castello | 2011-2012 | 2011-2012 |
| Top Volley Latina           | 2012-2013 | 2013-2014 |
| Pallavolo Molfetta          | 2014-2015 | 2014-2015 |
| Stocznia Szczecin           | 2015-2016 | 2015-2016 |
| Emma Villas Volley          | 2016-2017 | 2016-2017 |
| Nantes-Rezé MV              | 2017-2018 | en cours  |

## Palmarès

### En sélection nationale
- Ligue européenne
  -  : 2008, 2009, 2010.

### En club
- Coupe de la CEV
  - Finaliste : 2013.
- Challenge Cup
  - Finaliste : 2014.
- Championnat d'Espagne
  - Finaliste : 2009.
- Coupe d'Espagne
  - Vainqueur : 2009.
- Supercoupe d'Espagne
  - Vainqueur : 2009.
- Championnat d'Italie - Division A2
  - Troisième : 2011, 2017.
- Coupe d'Italie - Division A2
  - Vainqueur : 2011, 2017.
- Championnat de Pologne - Division 2
  - Troisième : 2016.

### Distinctions individuelles
- 2011 : Ligue européenne - Meilleur marqueur.
- 2011 : Ligue européenne - Meilleur attaquant.